# دانا لوش
دانا لین لوش (‎/læʃ/‎ LASH ; née Eaton؛ متولد ۲۸ سپتامبر 1978) مجری رادیو و تلویزیون آمریکایی است. او سخنگوی سابق انجمن ملی سلاح و نویسنده و سردبیر سابق برایتبارت نیوز است. لوش از سال ۲۰۱۴ تا ۲۰۱۷ مجری برنامه دانا در تلویزیون بلیز مدیا بود. او همچنین میزبان یک برنامه گفتگوی رادیویی در سراسر هفته است. لوش به عنوان مهمان در شبکه‌های تلویزیونی مانند فاکس نیوز، CNN، CBS، ABC و HBO ظاهر شده‌است.
لوش توسط مادرش، گیل، در خانواده ای از باپتیست‌های جنوبی بزرگ شد. او از چروکی‌های جورجیا و همچنین از طریق مادربزرگ پدری اش اصالتاً ایرلندی دارد. او از دبیرستان فاکس در آرنولد، میسوری فارغ‌التحصیل شد. او قبل از انتقال به دانشگاه وبستر برای تحصیل در رشته روزنامه‌نگاری به کالج اجتماعی سنت لوئیس رفت. زمانی که در آنجا بود، او یک دموکرات بود و در کمپین انتخاباتی بیل کلینتون کار می‌کرد.
پس از بارداری، لوش کالج را رها کرد و ازدواج کرد و اولین فرزندش را در ۲۳ سالگی به دنیا آورد لوش پس از رسوایی کلینتون-لوینسکی از حزب دموکرات سرخورده شد و پس از حملات ۱۱ سپتامبر به‌طور کامل از آن خارج شد.
در سال ۲۰۰۰، لوش با تهیه‌کننده موسیقی کریس لوش ازدواج کرد.